# 圣彼得教堂 (布里斯托)
圣彼得堂（St Peter's Church）是英国布里斯托尔的一座教堂遗址，位于城堡公园（Castle Park）。该堂在第二次世界大战中遭到轰炸，仅存废墟，现在保留下来用作纪念。

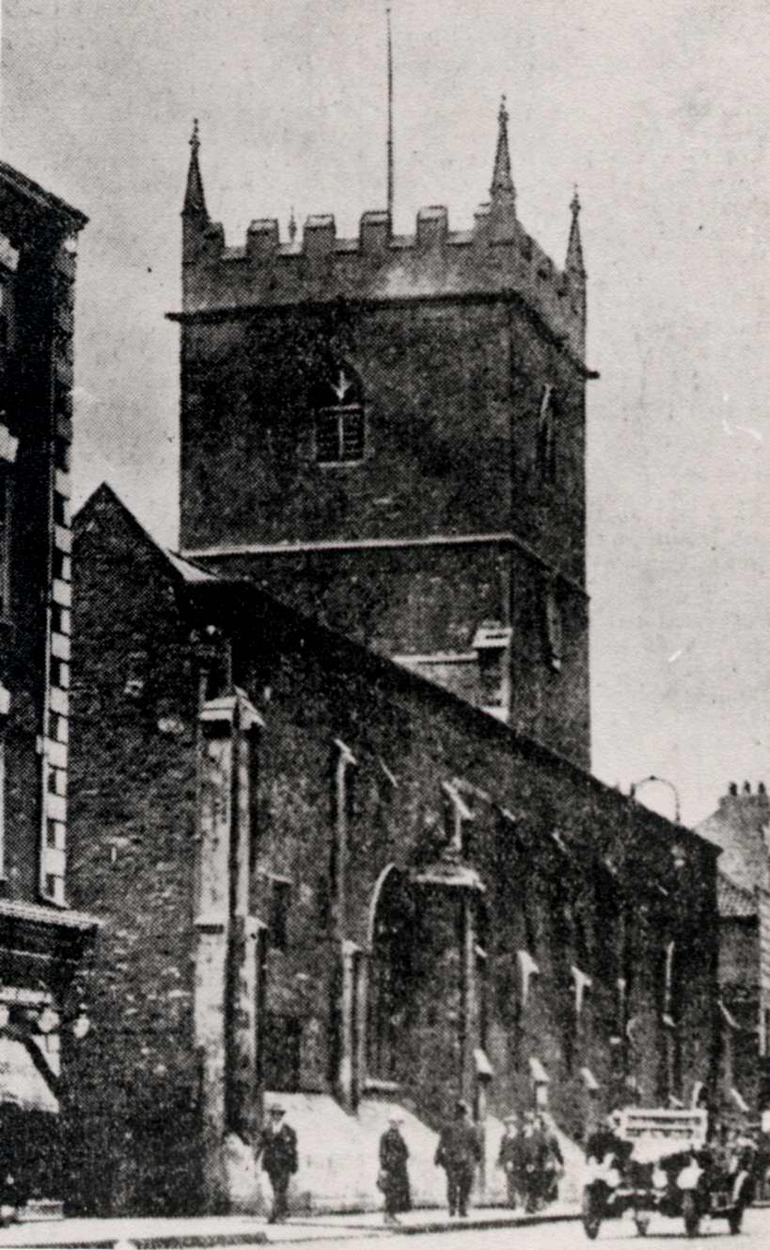
1925年

教堂的创建可追溯到1106年，当时它属于蒂克斯伯里修道院， 有一座12世纪的钟楼。教堂的其余部分建于15世纪。1975年的发掘表明，这是布里斯托尔第一座教堂的所在地，12世纪的城墙位于现在教堂的西端。在1940年11月24日至25日的布里斯托轰炸中，该堂被炸毁。现在作为布里斯托尔战争死难平民的纪念碑。
该堂列为II*级登录建筑。